# Glista końska
Glista końska (Parascaris equorum) – gatunek nicienia z rodziny glist pasożytujący w jelicie cienkim konia, osła, zebry, muła i zebu. Cykl rozwojowy podobny do glisty ludzkiej, trwa 44–77 dni. Potencjalnie zagrażająca życiu nosiciela, zwłaszcza młodych zwierząt.